# Vsevolod Ivanovič Feodos'ev
Vsevolod Ivanovič Feodos'ev (in russo Всеволод Иванович Феодосьев?; 5 maggio 1916 – 24 settembre 1991) è stato un ingegnere sovietico, professore dell'Istituto superiore di ingegneria Bauman di Mosca, insignito del premio Lenin, è conosciuto per le sue ricerche nel campo delle applicazioni della teoria dell'elasticità e della resistenza nelle costruzioni meccaniche.